# Virtuelle Matrix
Eine virtuelle Matrix (auch digitale Matrix bzw. virtuelle/digitale Kreuzschiene genannt) ist die Basis für professionelle Überwachungslösungen in der Sicherungstechnik. Eine virtuelle Matrix ist ein intelligentes Paket aus Software und Hardware zum Verwalten verschiedener Signalquellen für einen oder mehrere Verbraucher, z. B. ein Aufschalten von Video- und/oder Audiosignalen an bestimmte Empfangsgeräte (digitale Recorder, Decoder und Anzeigegeräte).

## Vorläufer-Systeme
Der virtuelle Matrix Switcher ersetzt die früher genutzten analogen Matrix-Switcher (auch bekannt als cross-point matrix switcher), als die Videosignale zahlreicher analoger Kameras auf zahlreiche analoge Monitore aufgeschaltet wurden. Die Schaltungen wurden analog durchgeführt, während die Videoaufschaltung bei einer virtuellen Matrix digital über die Netzwerk-Switche erfolgt.

## Funktionsweise
Bei einer virtuellen Matrix werden die digitalen Kamerasignale bereits in der Kamera komprimiert (MPEG-2, MPEG-4, H.264 oder andere Videokompressionsformate) und dem Netzwerk als Videostream zur Verfügung gestellt. Die Ausgabe des Videostreams erfolgt über einen DVI- oder HDMI-Ausgang. Die Kameras agieren damit als Sender für ein digitales Videosignal. Dieses Signal kann nun von einem oder mehreren Teilnehmern als Unicast oder Multicast empfangen werden. Für jedes Kamerasignal gibt es ein separates Aufzeichnungsgerät und beliebige viele Empfänger in Form von Arbeitsplätzen oder Monitoren.
Aufgrund des Netzwerks lassen sich die Kameras beliebig auf die Monitore aufschalten. Bei einer Live-Darstellung (im Gegensatz zur Aufzeichnung) beziehen die Monitore das Signal direkt als Multicast von der Kamera, bei einer Wiedergabe von aufgezeichnetem Bildmaterial als Unicast vom Speichermedium.
Die Aufzeichnung (Einkanal- oder Mehrkanalgeräte) kann durch die flexible Systemarchitektur der virtuellen Matrix dezentral für verschiedene Lokalitäten oder Kontrollräume erfolgen – die Aufzeichnung findet also dort statt, wo das Signal entsteht. Dadurch erhöht sich auch die Ausfallsicherheit und Redundanz des Systems, weil die Aufzeichnung netzwerkunabhängig ist und selbst bei Störungen oder einem kompletten Netzwerkausfall weiter bestehen bleibt.
Im Gegensatz zu einer analogen Kreuzschiene bietet die virtuelle Matrix eine erheblich höhere Flexibilität und Skalierbarkeit. Eine Kaskadierung des Systems kennt keinerlei Beschränkungen, das System kann also auch im Nachhinein beliebig erweitert oder mit anderen System verbunden werden. Ausbaustufen von 10.000 Kanälen und mehr sind möglich.
Darüber hinaus dient die virtuelle Matrix als offene Plattform zur Integration von Drittsystemen. Durch entsprechende Schnittstellen können zahlreiche weitere Systeme in die Überwachungsanlage integriert werden, z. B. Zutrittskontrollen, Brand- oder Einbruchmeldeanlagen, POS-Systeme, Kassensysteme oder Spielkartenleser.

### Technik
Die virtuelle Matrix unterstützt alle Netzwerktechnologien wie Klasse B oder Layer 3. Auch bei Layer 3 ist reines Multicasting für eine bandbreitenschonende Übertragung der Signale gegeben.
Konfiguration, Wartung und Funktionstests des kompletten Systems können bequem über das Netzwerk durchgeführt werden. Dadurch können auch mehrere Lokalitäten von einem Kontrollzentrum aus verwaltet und selbst große und komplexe Systeme einfach und effizient gesteuert werden.
Die virtuelle Matrix unterstützt eine beliebige Aufteilung des Netzwerkes in unterschiedliche VLANs. Für die verschiedenen Systeme ist nur ein Kabel notwendig, die Netzwerklast wird optimiert und eventuelle Fehlersuchen vereinfacht.
Dabei lassen sich mit Hilfe der virtuellen Matrix beliebig viele Recorder in einem Verbund zusammenschließen. Die virtuelle Matrix ist so ausgelegt, dass eine Kaskadierung des Systems keinerlei Beschränkungen kennt. Auch ist es problemlos möglich, standortübergreifend zu arbeiten, so dass vorhandene Anlagen zu einem späteren Zeitpunkt miteinander gekoppelt und über eine gemeinsame Zentrale gesteuert werden können.
Eine effiziente Videokompression sorgt für geringes Datenvolumen und somit für niedrige Storage-Kosten und Anforderungen an die Bandbreite.
Aufgrund ihrer hohen Leistungsfähigkeit ist die virtuelle Matrix speziell für neue Technologien ausgelegt, wie z. B. High Definition. Dank der offenen Systemarchitektur bleibt das System jederzeit für Erweiterungen oder Neuentwicklungen offen, ohne dass das gesamte System ersetzt werden muss. Die virtuelle Matrix bietet somit langfristig Investitionsschutz.

## Einsatzbereiche
Die virtuelle Matrix ist die ideale Lösung für die Überwachung kritischer Bereiche, bei denen eine hohe Bildqualität und Echtzeitübertragung gefordert sind. Typische Einsatzbereiche sind zum Beispiel Casinos, Banken, Flughäfen, Metros, Stadtüberwachung, Produktionsanlagen, Industrie, Verkehr oder Medizin.
Die zurzeit größte virtuelle Matrix der Welt wurde vom deutschen Videosicherheitsexperten Dallmeier electronic realisiert und befindet sich im City of Dreams, einem riesigen Casino- und Unterhaltungskomplex am Cotai Strip in Macau.